# Chiesa di Santa Margherita (Tavagnasco)
La chiesa di Santa Margherita è la parrocchiale di Tavagnasco, in città metropolitana di Torino e diocesi di Ivrea; fa parte della vicaria Pedemontana-Valchiusella-Valle Dora.

## Storia
Gia nell'XI secolo il borgo di Tavagnasco era un possedimento della mensa vescovile eporediese, che estendeva la sua giurisdizione su quasi tutta la valle della Dora fino alla valle del Lys.
Il primo luogo di culto a servizio dei fedeli tavagnaschesi era una cappella avente la triplice intitolazione ai santi Margherita, Sebastiano e Barnaba.
Il 9 luglio 1409 venne decretata l'erezione a parrocchia autonoma con affrancamento dalla pieve di San Lorenzo di Settimo Vittone e quattro giorni dopo il duca Amedeo VIII di Savoia approvò la costruzione della nuova chiesa.
Tuttavia, il pievano di San Lorenzo Vincenzo Ubertino iniziò una causa per l'ottenimento di diritti sulla chiesa di Santa Margherita, ma il 19 marzo 1444 il tribunale vescovile di Ivrea stabilì la piena indipendenza di quest'ultima e la sua erezione a pieve a sé stante.
Il luogo di culto quattrocentesco venne demolito nel 1762 e al suo posto fu edificata la nuova parrocchiale barocca, poi consacrata nel 1785.

## Descrizione

### Esterno
La convessa facciata della chiesa, rivolta a oriente e preceduta dal protiro sorretto da colonnine tuscaniche, è suddivisa da una cornice marcapiano in due registri, entrambi scanditi da lesene e abbelliti da nicchie con statue: quello inferiore è caratterizzato dai tre portali d'ingresso, mentre quello presenta un'ampia finestra ed è coronato dal timpano curvilineo. 
Annesso alla parrocchiale è il campanile in pietra a pianta quadrata, la cui cella presenta su ogni lato una monofora a tutto sesto ed è coronata dalla guglia a base ottagonale.

### Interno
L'interno dell'edificio si compone di un'unica ampia navata, sulla quale si affacciano le cappelle laterali, introdotte da archi a tutto sesto, e le cui pareti sono scandite da lesene terminanti con capitelli compositi sorreggenti la trabeazione modanata e aggettante sopra la quale si imposta la volta; al termine dell'aula si sviluppa il presbiterio, rialzato di due gradini, coperto da volta a botte e chiuso dall'abside di forma semicircolare. 
Qui sono conservate diverse opere di pregio, tra le quali l'organo, costruito nel 1787 dal lombardo Andrea Luigi Serassi.